# 森伯里 (喬治亞州)
森伯里（英語：Sunbury）是位於美國喬治亞州利柏提縣的一個非建制地區。該地的面積和人口皆未知。

## 地理
森伯里的座標為31°46′06″N 81°16′51″W / 31.76833°N 81.28083°W，而該地的平均海拔高度為6米（即20英尺）。